# Château de Dalzell
Le château de Dalzell est unchâteau situé à Motherwell, North Lanarkshire, en Écosse. 
Il est situé au sud de la ville, sur la rive nord de la Clyde. Dans son enceinte se trouve une tour du XVe siècle, avec des ajouts des XVIIe et XIXe siècles. Il a été restauré dans les années 1980, et est aujourd'hui une propriété du North Lanarkshire Council. 
L'ensemble de la construction est protégé en tant que monument classé de catégorie A, et les jardins sont classés dans l'inventaire des Jardins et Paysages d'Écosse.

## Source
- (en) Cet article est partiellement ou en totalité issu de l’article de Wikipédia en anglais intitulé « Dalzell House » (voir la liste des auteurs).